# Иди на Голгофу
«Иди́ на Голго́фу» — роман русского писателя и философа Александра Зиновьева, написанный в эмиграции в 1982 году. Роман издан швейцарским издательством L’Âge d’Homme в 1985 году. В СССР впервые опубликован в журнале «Смена» в 1991 году.
В книге Зиновьев рассуждает о религии, этике и их месте в советском обществе. Книга рассказывает о судьбе молодого русского человека Ивана Лаптева, изобретающего собственную религию.
В 2014 году по мотивам романа был поставлен балет «Крик». Хореографом спектакля выступил Андрей Меркурьев. Премьера состоялась 15 мая в Одесском театре оперы и балета.

## Сюжет
Иван Лаптев, тунеядец и пьяница, поэт и проповедник, решает создать собственную религию. Основой для неё становятся пьянство, идеология и христианство. Лаптев обладает сверхъестественными способностями: он исцеляет болезни, может открыть бутылку силой мысли, способен внушать мысли. Кроме того, в короткие сроки он наделяет способностями дипломата Балбеса, сына местного крупного начальника.
В течение повествования Лаптев исцеляет людей, пьянствует, выслушивая исповеди собутыльников, и размышляет о проблемах идеологии и религии. Самый яркий его оппонент в спорах, Антипод, отстаивает преимущества идеологии над религией. Лаптев платонически влюблен в Богиню, девочку, учащуюся в балетной школе.
Однажды в компании некий Серый, узнав о способностях Лаптева, предлагает тому отправиться в Москву. После сомнений Лаптев соглашается. В Москве сообщники Серого, решив заработать на способностях Лаптева, создают Школу, где герой проповедует и исцеляет. Однако школой заинтересовывается КГБ, и Лаптева арестовывают и судят. Его ожидает расстрел.
В эпилоге Лаптев появляется в родном городе. На слухи о произошедшем в Москве он отвечает, что убили не его, а Бога в нём.

## История создания
В 1980-е Зиновьев работал над замыслом романа «Искушение», посвящённого проблеме жизни в советском обществе. Издатель предложил публиковать части романа отдельными книгами. В результате Зиновьев написал «Иди на Голгофу», сборник стихов «Евангелие для Ивана», «Живи» и «Революция в Царьграде».

## Издания
- Александр Зиновьев. Иди на Голгофу. — L'Age d'homme, 1985.
- Alexandre Zinoviev. Va au Golgotha. — L'Age d'homme, 1986.